# 男はつらいよ 旅と女と寅次郎
『男はつらいよ 旅と女と寅次郎』（おとこはつらいよ たびとおんなととらじろう）は、1983年8月6日に公開された日本映画。『男はつらいよ』シリーズの31作目。

## あらすじ
寅次郎の夢。絵巻によると天保六年の佐渡金山の一揆の首謀者だった「柴又の寅吉」。そして天保八年。時代劇の舞台セットの中。寅が柴又村のさくらの家に寄り、金（きん）を渡すが、さくらの夫の博吉は岡っ引きになっていて、その縄に縛られて出て行く…。
柴又が小学校の運動会準備で沸き返る頃、寅次郎が「たたみいわし」をお土産に、ひょっこりと帰ってくる。博はここ3年ぐらい満男の運動会に行けなかったので今年は必ず行くと約束していたが、重要な仕事が入ったため、約束を守れなくなる。寅次郎は自分が父親代わりになって満男を応援してやると前日から張り切るものの、満男が気を遣いながらもそのことに難色を示したことをきっかけに、竜造らから逆に迷惑だと言われてしまい、柴又を飛び出してしまう。
寅次郎は商売で新潟に向かい、出雲崎へやって来た。向こうに見える島が佐渡島だと佐渡の漁船の船頭に聞き、ふと興味が沸いて一緒に連れて行ってくれないかと頼む。すると、近くで様子を見ていたどこかワケありの女性が同乗させてくれないかと頼む。女性は演歌の女王・京はるみで、過密なスケジュールと失恋の痛手から逃れようと、突如思い立って半ば無意識のうちに、近くのイベントホールから失踪していたのだ。寅次郎はそんな彼女が誰かに気付かないまま、快く同乗させてあげる。その二人の姿を、通りがかりのはるみのファンが目撃していた。
佐渡に着いて民宿で酒を酌み交わすうち、寅次郎ははるみをどこかで見た顔だと思うが、思い出せない。はるみが身の上話をしようとすると、「ワケのありそうな女の一人旅、くどくど身の上聞くほど野暮じゃねーよ」と寅次郎は遮る。民宿の女将のおばあちゃんからサインをもらってくれと言われ、老婆の持っていた写真から京はるみだと確信するが、はるみの気持ちを考え、知らない振りを通すことにする。
翌日、寅次郎とはるみは佐渡を楽しく回る。起床時刻も自由に決められ、風の吹くまま気の向くまま、「明日何をするか明日にならなきゃ決まらない」生き方をする寅次郎と一緒ののんびりとした旅で、はるみの心は晴れていく。本州へ渡るフェリー乗り場の近くまで来たところで、はるみは、出雲崎の目撃証言などをもとに追跡を続けていたプロダクションの社長らがついに自分に追いついたのを知り、元の世界に戻る決意をする。そのことを寅次郎に告げようとした時、寅次郎がつい「はるみちゃん」と呼びかけてしまったことで、はるみは寅次郎が知らないふりをしていてくれたことを知り、大スターとしてではなく一人の人間として自分を励ましてくれた寅次郎に感謝する。寅次郎との旅に未練を残し「行きたくない」というはるみに、「あんたのことを待ってる大勢のファンががっかりするよ」と寅次郎は背中を押す。はるみは、着けていた指輪を思い出にと寅次郎に渡し、元の世界に戻っていく。
歌手として復帰したはるみは、吹っ切れたように絶好調であった。一方の寅次郎は放心状態でとらやへ戻り、『涙の連絡船』のカセットを入れたウォークマンを電器店から黙って持ち出してしまうほど。心配するとらやの面々だが、寅次郎の説明を聞いても、佐渡で一人の女性と旅をしたことまでは分かっても、それ以上はさっぱり分からない。寅次郎が、自慢したい気持ちを持ちつつも、はるみに迷惑がかかることを恐れ、はるみの名前を出さなかったからだ。ところが、そんなある日、京はるみが突如とらやを訪れ、柴又は騒然となる。はるみは寅次郎にお礼だと言ってリサイタルの招待券を渡すが、その際に、佐渡の旅や寅次郎の思い出が支えとなって、恋人と復縁できたことを告げる。ガックリとする寅次郎。寅次郎ははるみに本気で惚れていたのだ。集った人々のリクエストに応え、はるみは「お団子屋さんにちなんでアンコ」と『アンコ椿は恋の花』を高らかに歌い上げ、拍手喝さいを浴びるが、寅次郎はその姿を静かに見つめるだけであった。
その夜、寅次郎は、はるみから貰ったリサイタルの切符をさくらに渡し、自分からだと言って花を届けてあげてほしいと頼む。そして「どんなに遠い空の下でも、はるみさんの幸せを祈っています」との伝言を託して、旅立つ。さくらたちが見に行ったショーの舞台で、京はるみは、歌手として夢中でやってきたことに悔いはないが、一人の女として、自分の人生は本当にこれでよかったのかと迷うことがあると話す。そんな折、佐渡島で自分の辛さを理解し、何も聞かずに、最後まで優しく見つめてくれた男性の話をする。「今頃、どこにいるのかしら。寅さんは……。」はるみが北の旅人・寅さんの思い出を胸に『おんなの海峡』を歌う頃、寅次郎は北海道に来て、冗談を言っていた。

## キャスト
- 車寅次郎：渥美清
- 諏訪さくら：倍賞千恵子
- 車竜造（おいちゃん）：下條正巳
- 車つね（おばちゃん）：三崎千恵子
- 諏訪博：前田吟
- 桂梅太郎（タコ社長）：太宰久雄
- 源公：佐藤蛾次郎
- 諏訪満男：吉岡秀隆
- 吾作（民宿）の老婆：北林谷栄
- 三田（芸能プロ社員）：桜井センリ
- 吉岡：ベンガル -  京はるみのマネージャー
- 富子：木ノ葉のこ - 京はるみの付き人
- 熊吉：佐山俊二 - 長万部の熊。寅さんのテキヤ仲間
- 漁船船長：山谷初男 - 寅さんと京はるみを出雲岬の港から佐渡まで乗せる。
- 記者：梅津栄
- 警備員：内藤安彦
- 熊吉のテキ屋仲間：石田英二
- 食堂の親父：人見明 - 小城港にある山本屋みやげ店
- チンドン屋：関敬六
- ゆかり：マキノ佐代子[注釈 4] - 朝日印刷社長秘書
- 矢切の女：梓しのぶ
- チンドン屋の妻：石井富子
- 夢の群衆・食堂のおばちゃん：谷よしの
- 記者：川井みどり
- 印刷工：篠原靖治
- 印刷工・中村：笠井一彦
- 丸谷小一郎
- 矢切の男：細川たかし[注釈 5] - 特別出演
- 御前様：笠智衆
- 庄司久子：中北千枝子 - 保険屋のおばちゃん（中北の代名詞的CMシリーズである日本生命「ニッセイのおばちゃん」のパロディ）
- 北村社長：藤岡琢也 - 京はるみの所属する芸能プロダクション社長
- 京はるみ：都はるみ - 人気演歌歌手
- 矢切の女の母親：秩父晴子（ノンクレジット）
- 備後屋：露木幸次（ノンクレジット）
- テレビ局のオーケストラ：ダン池田とニューブリード

## ロケ地
新潟県
- 小千谷市　船岡公園
- 中之口村（現：新潟市西蒲区中之口地区）　福島地区/打越地区

- 白根市（現：新潟市南区白根地区）/味方村（現：新潟市南区西白根）　白根大凧合戦

- 新潟市　白山公園、新潟交通電車線（県庁前（白山前）駅－東関屋駅間）新潟県民会館、萬代橋、ホテルオークラ新潟、他

- 出雲崎町　良寛堂、出雲崎漁港
- 佐渡　※いずれも現在は佐渡市
  - 両津市
  - 小木町　小木海岸、宿根木、沢崎鼻、小木港、他

北海道
- 京極町　京極駅（胆振線）、他

- 留寿都村　羊蹄山、他

## エピソード
- はるみが佐渡を離れる際に汽笛が鳴って耳を塞いだために寅次郎の叫び声が聞こえなくなるシーンは、1937年のフランス映画『望鄕』へのオマージュになっている。
- DVDに収録されている特典映像には以下のような別シーンが収録されている。
  - 江戸川の土手を歩く寅さんをサイクリスト三人が追い越すシーン。
  - 佐渡の宿で「どっかで見た顔だなあ」のシーンでカメラ割、同さの一部変更や「しょっちゅう見てた顔」など台詞が変更されている。
  - 佐渡島で、道を降りていくはるみに「おっこっちゃうぞ肥溜に」が特報では「糞溜めに」なっている。

など
- 使用されたクラシック音楽
  - エクトル・ベルリオーズ作曲：『幻想交響曲』第5楽章「魔女の夜宴の夢」～冒頭夢のシーン。寅がお縄になる場面
  - アントニオ・ヴィヴァルディ作曲：ヴァイオリン協奏曲集『和声と創意の試み』から『秋』第2楽章～おばあさんに道を尋ねるシーンから白根大凧合戦。
  - レオ・ドリーブ作曲：バレエ『コッペリア』スワニルダのワルツ～寅さんと京はるみが佐渡の海岸を散策するシーン。

## スタッフ
- 監督・原作：山田洋次[1]
- 脚本：山田洋次、朝間義隆[1]
- 製作：島津清、佐生哲雄
- 撮影：高羽哲夫[1]
- 音楽：山本直純[1]
- 美術：出川三男[1]

## 記録
- 観客動員：151万1000人[4]
- 配給収入：10億2000万円[2][4]

## 同時上映
- 『いとしのラハイナ』[1]